# Кеч

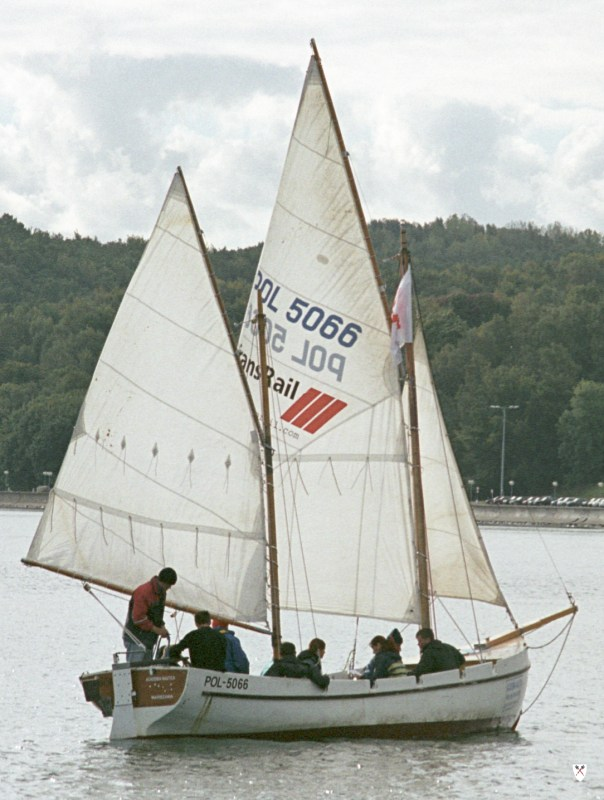
Гафельний (чи гуарі) кеч

Кеч (англ. ketch) — тип двощоглового вітрильного судна. Торгові судна аналогічної конструкції називалися гукорами. Кеч відрізняється від шхуни тим, що у кеча задня щогла нижче передньої (при цьому у кеча передня щогла називається грот, а задня бізань, в той час як у двощоглової шхуни передня щогла називається фок, а задня грот); відміну ж кеча від йола складається в розташуванні бізань-щогли попереду головки балера (осі) стерна. Площа вітрил кормової щогли значна і становить близько 15-20 % всіх вітрил. Вітрила кеча косі, може бути використано гафельне озброєння або бермудське. При слабкому вітрі між бізанню та гротом може встановлюватися апсель.
Подібне вітрильне озброєння і розташування осі стерна дає переваги по керованості і ходкості в сильний вітер.
У XVIII—XX ст. кечем в Британії називався невеликий двощогловий вітрильник, який використовувався переважно під час прибережних перевезень. Зазвичай вітрильне устаткування було змішаним. Приклад — т. зв. балтійський кеч (англ. Baltic Ketch), тип, який ввозив ліс і прядиво з портів Балтики.
Назва «кеч» (англ. ketch) є похідною від англійського слова catch.

## Відмінності кеча і йола
Часто кеч плутають з йолом, у якого бізань знаходиться в корму від балера стерна. За винятком цієї ознаки, обидва типи озброєння зовні схожі, хоча бізань у йола значно менше відносно грота. Кеч вимагає більше рук для управління і звичайно трохи більше за розмірами.
У більшості випадків площа бізані кеча приблизно дорівнює двом третинам площі грота. Залежно від типу корпусу і величини звисів на кечах можливі різні варіанти розташування щогл по довжині судна. У кеча топи щогл часто з'єднуються штаг-карнаком.
Бізань-щогла кеча створює велику незручність рульовому, виняток становлять лише судна з кокпітом у центрі. Йол вільний від такого недоліку і, крім того, розміри його бізань виключають необхідність рифлення, а це є перевагою йола як крейсерської яхти.
Різниця в озброєнні кеча і йола визначає можливі відмінності їх нерухомого такелажу. Бізань-щогла йола має незалежний стоячий такелаж, причому щоглу в поздовжньому напрямку за відсутності штагів утримують ванти, істотно рознесені по довжині судна. У кеча топи щогл часто з'єднуються штаг-карнаком.
Під час широкого розповсюдження тендерів йоли і кечі мали по два-три передніх вітрила. Тепер вони, як і шлюпи, частіше несуть один основний топовий стаксель і використовують додаткові передні вітрила. У той же час, існує думка, що озброєння з двома стакселями більш зручно, оскільки площа вітрил зменшується прибиранням швидше, ніж їх заміною. Площа парусності йолів і кечів на повних курсах може бути істотно збільшена шляхом постановки бізань-стакселя (апселя).
Істотна позитивна риса цих яхт полягає в тому, що при будь-якому варіанті парусності, вибирати відповідно до силою вітру, їхня центровка не порушується. При шквалі, наприклад, досить прибрати грот. Те ж саме робиться і при необхідності взяти рифи на гроті, оскільки зарифити прибране вітрило набагато легше. Також більш простими є операції із заміни вітрил. Тут досить дуже нечисленного екіпажу. Проте тривале штормове лавірування, що вимагає концентрації парусності ближче до середини судна, для йолів і кечів з вітрилами в краях виявляється несприятливою, оскільки при цьому їх порівняно невисокі лавірувальні якості додатково знижуються. Ще один експлуатаційний недолік йолів і кечів — необхідність прибирання бізань-стакселя при зміні галса, так як його штаг заважає грота-гіку. Є у них недолік і серйозніший: порівняно низька ефективність вітрильного озброєння в цілому.